# Adams Fork
 (mai 2025).
Adams Fork est un ruisseau situé dans le comté de Howard, dans le Missouri.
Le nom Adams Fork provient très probablement du patronyme Adams.